# Punta de Marranya
La Punta de Marranya és una muntanya de 1.080 metres que es troba al municipi d'Alfara de Carles, a la comarca catalana del Baix Ebre.